# Čepřovice
Čepřovice (jusqu'en 1924: Čepřejice ; en allemand : Tscheprowitz) est une commune du district de Strakonice, dans la région de Bohême-du-Sud, en République tchèque. Sa population s'élevait à 203 habitants en 2020.

## Géographie
Čepřovice se trouve à 13 km au sud-sud-est de Strakonice, à 42 km au nord-ouest de České Budějovice et à 108 km au sud-sud-ouest de Prague.
La commune est limitée par Litochovice au nord, par Skály et à Krajníčko à l'est, par Dub au sud et par Bohunice et Předslavice à l'ouest.

## Histoire
La première mention écrite de la localité date de 1315.

## Patrimoine

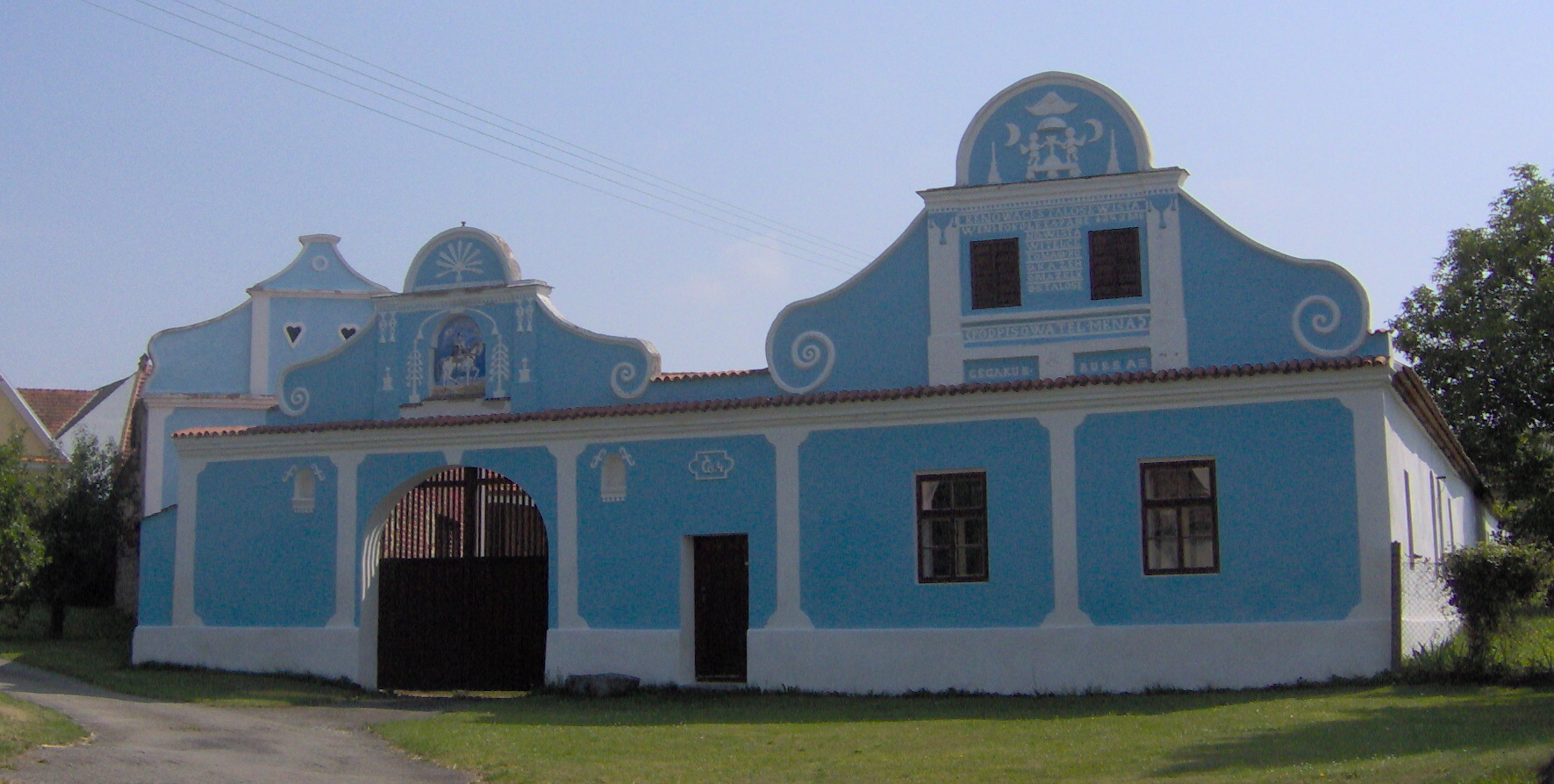
Hameau de Jiretice : architecture rurale d'inspiration baroque.

## Administration
La commune se compose de trois quartiers :
- Čepřovice
- Jiřetice
- Koječín